# Chelva (Valencia)
Chelva (valencianisch Xelva) ist eine Gemeinde und ein Dorf in der spanischen Provinz Valencia. Sie befindet sich im Comarca Los Serranos.

## Geografie
Die Gemeinde liegt im hinteren Hochland der Provinz Valencia.

## Geschichte

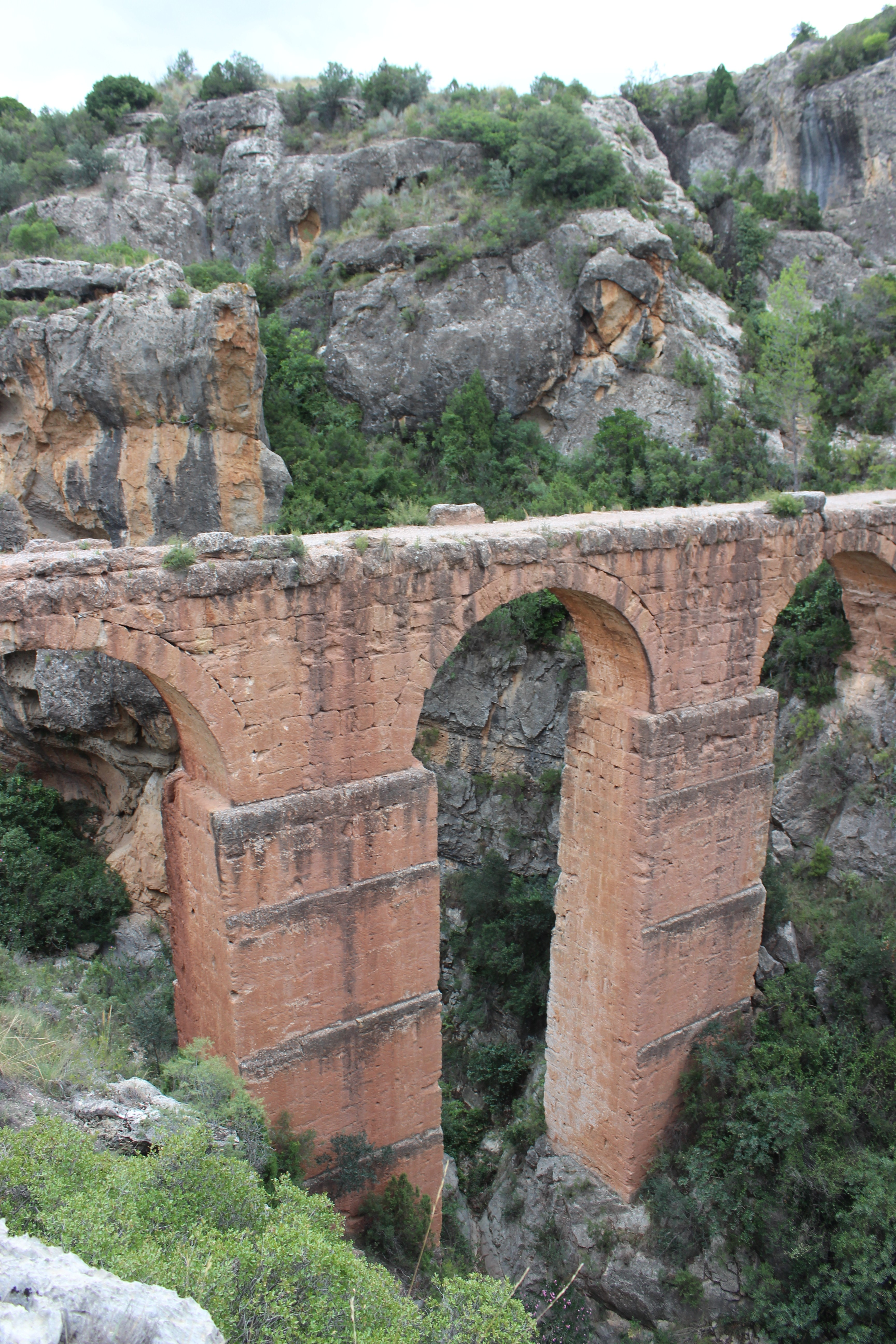
Aquädukt von Peña Cortada

Im Gemeindegebiet von Chelva sind anhand der archäologischen Überreste Fundplatze zu rekonstruieren. Vom Abri de la Quebrada über neolithische und bronzezeitliche Stätten bis hin zu iberischen und römischen Siedlungen, von denen neben einigen rustikalen Villen auch das Acueducto de Peña Cortada (Aquädukt von Peña Cortada) erhalten geblieben ist.
Sie erreichte große Bedeutung während der muslimischen Herrschaft. Im Jahr 1194 wurde sie von Peter II. von Aragón erobert, der sie bis 1214 hielt. Von den Arabern zurückerobert, wurde sie 1238 von den christlichen Truppen erneut und endgültig eingenommen.
Traditionell der Hauptort der Comarca Los Serranos hat der Ort im 20. und 21. Jahrhundert stark an Bevölkerung und damit an Bedeutung verloren.

## Wirtschaft
Die Landwirtschaft ist zusammen mit dem Dienstleistungssektor die wichtigste Quelle der wirtschaftlichen Aktivität.